# Dorothy Allison
Dorothy Allison (Greenville, 1 de abril de 1949 – Califórnia, 6 de novembro de 2024) foi uma escritora americana que concentrava suas obras em temas envolvendo luta de classes, abuso sexual, feminismo e lesbianismo. Ela já ganhou diversos prêmios por suas obras, incluindo três Lambda Literary Award.
Allison foi ativa nas comunidades feministas e identifica-se como uma lésbica femme. Juntamente com Jo Arnone, as duas fundaram o Lesbian Sex Mafia em 1981, atualmente o grupo de educação e apoio BDSM para mulheres mais antigo dos Estados Unidos.
A novela semi-autobiográfica de Allison, Bastard Out of Carolina, foi uma das cinco finalistas do National Book Award de 1992, um dos mais importantes prêmios literários dos Estados Unidos.

## Obras
- The Women Who Hate Me: Poems by Dorothy Allison (1983)
- Trash: Short Stories (1988) ISBN 9780452283510
- The Women Who Hate Me: Poetry 1980–1990 (1991) ISBN 978-0932379986
- Bastard Out of Carolina (1992) ISBN 9780452297753
- Skin: Talking About Sex, Class & Literature (1994) ISBN 9780044409441
- Two or Three Things I Know for Sure (1995) ISBN 9780006548812
- Cavedweller (1998) ISBN 978-0452279698
- She Who (a publicar)
- Conversations with Dorothy Allison (2012) ISBN 9781617032868

#### Contribuições emantologias
- Women on Women: An Anthology of American Lesbian Short Fiction, editada por Joan Nestle (1990) ISBN 9780452263888
- High Risk: An Anthology of Forbidden Writings, editada por Amy Scholder e Ira Silverberg (1991) ISBN 9780452265820
- Leatherfolk: Radical Sex, People, Politics and Practice, editada por Mark Thompson (1991) ISBN 9781555831868
- Growing Up Gay/Growing Up Lesbian: A Literary Anthology, editada por Bennett L. Singer (1993) ISBN 9781565841031
- Writing Women's Lives: An Anthology Of Autobiographical Narratives By Twentieth Century American Women Writers, editada por Susan Cahill (1994) ISBN 9780060969981
- Downhome: An Anthology of Southern Women Writers, editada por Susie Mee (1995) ISBN 9780156001212
- Swords of the Rainbow, editada por Eric Garber e Jewelle L. Gómez (1996) ISBN 9781555832667
- The Best American Short Stories 2003, editada por Walter Mosley e Katrina Kenison (2003) ISBN 9780618197330
- What Are You Looking At?: The First Fat Fiction Anthology, editada por Ira Sukrungruang e Donna Jarrell (2003) ISBN 9780156029070
- Without a Net: The Female Experience of Growing Up Working Class, editada por Michelle Tea (2004) ISBN 9781580051033
- Rhetorical Women: Roles and Representations, editada por Hildy Miller e Lillian Bridwell-Bowles (2005) ISBN 9780817351830
- All Out of Faith: Southern Women on Spirituality, editada por Wendy Reed (2006) ISBN 9780817315344
- New Stories from the South 2010: The Year's Best (2010) ISBN 9781580051033
- Gay City: Volume 5: Ghosts in Gaslight, Monsters in Steam, editada por Vincent Kovar e Evan J. Peterson (2013) ISBN 9781489580146
- The Queer South: LGBTQ Writers on the American South, editada por Douglas Ray (2014) ISBN 9781937420802
- Crooked Letter i: Coming Out in the South, editada por Connie Griffin (2015)
- Walk Till the Dogs Get Mean: Meditations on the Forbidden from Contemporary Appalachia, editada por Adrian Blevins e Karen Salyer McElmurray (2015) ISBN 9780821421680
- Badass Women Give the Best Advice: Everything You Need to Know About Love and Life (2018)
- LGBTQ Fiction and Poetry from Appalachia, editada por Jeff Mann e Julia Watts (2019) ISBN 9781946684936
- The Penguin Book of the Modern American Short Story, editada por John Freeman (2021)

## Filmografia
- Bastard Out of Carolina (1996)
- 2 or 3 Things But Nothing for Sure (1997)
- After Stonewall (1999)
- Cavedweller (2004)

## Teatro
- Cavedweller (2003), adaptado para o palco por Kate Moira Ryan no New York Theatre Workshop

## Morte
Allison morreu de câncer em sua casa no norte da Califórnia, em 6 de novembro de 2024, aos 75 anos.